# دانيال جرامان
دانيال جرامان (بالألمانية: Daniel Gramann)‏ (6 يناير 1987 بفيينا في النمسا - ) هو لاعب كرة قدم نمساوي في مركز الدفاع. لعب مع أدميرا فاكر مودلينغ وأوستريا فيينا ونادي رايندورف آلتاخ ونادي غروديغ ونادي هارتبيرغ وSK Austria Kärnten ‏.